# Гонселен
Гонселен (фр. Goncelin) — коммуна во Франции, находится в регионе Рона — Альпы. Департамент коммуны — Изер. Входит в состав кантона От-Грезиводан. Округ коммуны — Гренобль.
Код INSEE коммуны — 38181. Население коммуны на 2012 год составляло 2238 человек. Населённый пункт находится на высоте от 235 до 1278 метров над уровнем моря. Муниципалитет расположен на расстоянии около 480 км юго-восточнее Парижа, 100 км юго-восточнее Лиона, 27 км северо-восточнее Гренобля. Мэр коммуны — Françoise Midali, мандат действует на протяжении 2014—2020 гг.
Динамика населения (INSEE):